# Florida Panhandle
Florida Panhandle (česky: Floridský Panhandle), anglicky někdy také West Florida (Západní Florida) či Northwest Florida (Severozápadní Florida) je geografický region na Floridě. Jde o přibližně 320 kilometrů dlouhý výběžek táhnoucí se ze západu od hranice s Alabamou, na severu dále sousedící se státem Georgie a na jihu sousedící s Mexickým zálivem. Východní hranice výběžku, na které dochází k jeho spojení se zbytkem státu Florida, není přesně definovaná; hranice leží přibližně na linii, kterou prochází floridské městečko Madison.
Většinu výběžku tvoří venkov. Jediným městem, které ve výběžku leží a má nad 100 tisíc obyvatel, je Tallahassee se svými 200 tisíci obyvateli, které je zároveň hlavním městem Floridy. Druhým nejvýznamnějším městem je Pensacola ležící nedaleko nejzápadnějšího místa výběžku, a kde žije jen lehce přes 50 tisíc obyvatel. Metropolitní oblast města nicméně čítá přes půl milionu obyvatel. Díky své unikátní poloze je region kulturně i ekonomicky spřízněný se sousední Alabamou a Georgií (v závislosti na jeho konkrétní části).
Hranice regionu není sice zcela jednoznačně vymezena, nicméně při jeho popisu jsou do něj vždy řazeny okresy ležící západně od řeky Apalachicola, která historicky tvořila hranici mezi Západní Floridou a Východní Floridou. Na rozdíl od zbytku Floridy se v těchto desíti okresech užívá časové pásmo Central Time Zone (s výjimkou okresu Gulf County, ve kterém se nachází dvě časová pásma; Central Time Zone a Eastern Time Zone). Podle některých definic je možné jako součást Floridského výběžku označit také region zvaný Big Bend, který je tvořen okresy ležícími východně od řeky Apalachicola na pobřeží Apalačského zálivu.
Floridský výběžek je historicky i kulturně blízký regionu Deep South, podobně jako zbytek Severní Floridy. Dominuje zde Republikánská strana a region se obecně kloní ke konzervatismu. V roce 2010 na území Floridského výběžku žilo asi 1,4 milionu obyvatel, tj. necelých 8 % obyvatel státu Florida. Hustota zalidnění v regionu čítá asi 70 obyvatel na kilometr čtvereční. V regionu se nachází řada turistických letovisek, populární je zde také rybaření. Region je ovšem náchylný k hurikánům.

## Nejvýznamnější města
Nejvýznamnějšími městy v regionu jsou:
- Tallahassee
- Pensacola
- Destin
- Panama City Beach
- Navarre